# Ameropterus karukerae
Ameropterus karukerae là một loài côn trùng trong họ Ascalaphidae thuộc bộ Neuroptera. Loài này được Lacroix miêu tả năm 1921.